# Fiesole
Fiesole je grad i općina u Toskani (Italija) na brijegu iznad  Firence, udaljen svega 8 km sjeveroistočno od fiorentinskog središta. Iz Fiesola puca pogled na Firencu i dolinu Arna. 

## Povijest
Fiesole, je kao etrurski Vipsul  vjerojatno osnovan u 9. – 8. stoljeću prije Krista, i bio je važan član Etrurske konfederacije, što se i danas vidi iz ostataka antičkih zidina.
Prvi poznati natpis o gradu datira iz 283. godine prije Krista, kada su grad, tada znan kao Faesulae, osvojili  Rimljani. Za antike je Fiesole bio sjedište poznate škole augura (mnogobožačkih svećenika), svake godine u Fiesole je slano iz Rima dvanaest mladića na studij umjetnosti proricanja. Rimski vojskovođa Sula naselio je Fiesole svojim veteranima, koji su kasnije, pod vodstvom jednog od njih (Gaius Mallius) dali podršku Katilinskoj pobuni.
Fiesole je bio poprište velike bitke 406. godine, tu je Flavius Stilicho odnio veliku pobjedu nad germanskim hordama Vandala i Sveva predvođenih Radagajsom. Za vrijeme Gotskih ratova (536. – 552.) grad je u nekoliko navrata opsjedan, sve dok ga nije bizantinski general Justin 539. zauzeo i porušio njegove obrambene zidine.
Fiesole je bio samostalna komuna nekoliko stoljeća, za ranog srednjeg vijeka, gotovo jednako moćna kao Firenca u dolini ispod. Fiesole i Firenza vodili su mnogobrojne sukobe, tako su 1010. i 1025. Fiesole orobili Firentinci, oni su napokon 1125. konačno zauzeli Fiesole, nakon toga natjerali su njihove vodeće porodice da se trajno nasele u Firencu.
Od 14. stoljeća, bogate firentinske obitelji počele su graditi svoje ladanjske vile u Fiesolu, tako je i slavni Boccaccio radnju svog savnog Dekamerona smjestio u jednu od fiesolanskih vila, ugodnu ladanjsku idilu Fiesola opjevao je i slikar Andrea del Sarto.

## Glavne znamenitosti grada
- Ostatci etrurskih zidina.
- Rimske terme
- Rimsko kazalište.
- Palazzo Comunale (Gradska vijećnica) iz  14. stoljeća
- Fiesolanska katedrala (Il Duomo), s oltarom mučenika sv. Romulusa, koji je po legendi bio prvi biskup Fiesola, i grobom sv.Donata iz Fiesola.
- Badia stara katedrala posvećena sv. Romulusu, podignuta 1028. za biskupa Jacopa Bavara, izgrađena od materijala poskidanih sa starijih građevina, u podnožju brijega na mjestu za koje se drži da je upravo tu pogubljen sv. Romulus. Badia ima brojne skulpture Mina da Fiesole. Katedrala je pretvorena u benediktinski samostan, koji je zatvoren 1778. godine
- Soba u biskupovu dvoru u kojoj je živio i umro sv. Andrea Corsini (1302. – 1373.), biskup Fiesola.
- Crkvica Primerana na trgu ispred katedrale, podignuta 996. te za srednjeg vijeka višekratno dograđivana, još uvijek ima gotičku propovjedaonicu. Pročelje joj je obnovljeno krajem  16. stoljeća s dekoracijom koju je izveo Ludovico Buti. Crkva posjeduje u transeptu dva plitka reljefa od Francesca da Sangalla i vrijedu ikonu iz 13. stoljeća - Madona s djetešcem.
- Crkva sv.  Aleksandar, s grobom sv. Aleksandra, biskupa i mučenika.
- Samostan San Francesco na vrhu brijega, s redovničkom ćelijom sv. Bernardina Sijenskog i još nekoliko franjevačkih svetaca.
- San Girolamo, dom Carla dei Conti Guidia, osnivača Eremita iz Fiesola (1360.).
- Samostan San Domenico, u kojem je zaređen Fra Angelico

Fiesolo ima brojne slavne vile, u kojima su ljeto provodili brojni slavni fiorentinci:
- Villa Fontanelle, u njoj je za ljeta često boravio sv. Alojzije Gonzaga
- Villa Medici
- Villa Le Balze
- Villa Palmieri
- Villa Schifanoia
- Fonte Lucente, s čudotvornim raspelom koji pohode brojni vjernici
- Dvorac Vincegliata

U neposrednoj okolici nalazi se:
- Samostan Monte Senario, kolijevka monaškog reda Sluga sv. Djevice Marije (zvanim serviti)

## Poznati sugrađani
- Francesco Landini (oko 1325. – 1397.), skladatelj, pjevač, pjesnik, orguljaš i graditelj glazbala
- Lorenzo Monaco (1370. – 1424.), slikar
- Fra Angelico zvan Beato Angelico (1387. – 1455.), slavni dominikanski slikar, koji se zaredio u Fiesolu i tu uzeo redovničko ime Giovanni
- Mino da Fiesole, Firentinski kipar i slikar (oko1429. – 1484.)
- Andrea Barzagli, nogometaš
- Caterina Bueno (1943. – 2007.), pjevačica i istraživač narodne glazbe

## Zbratimljeni gradovi
- Tucson

## Vanjske poveznice
- Službena stranica (tal.)
- Povijest i slike grada (engl.)